# Skrabalai

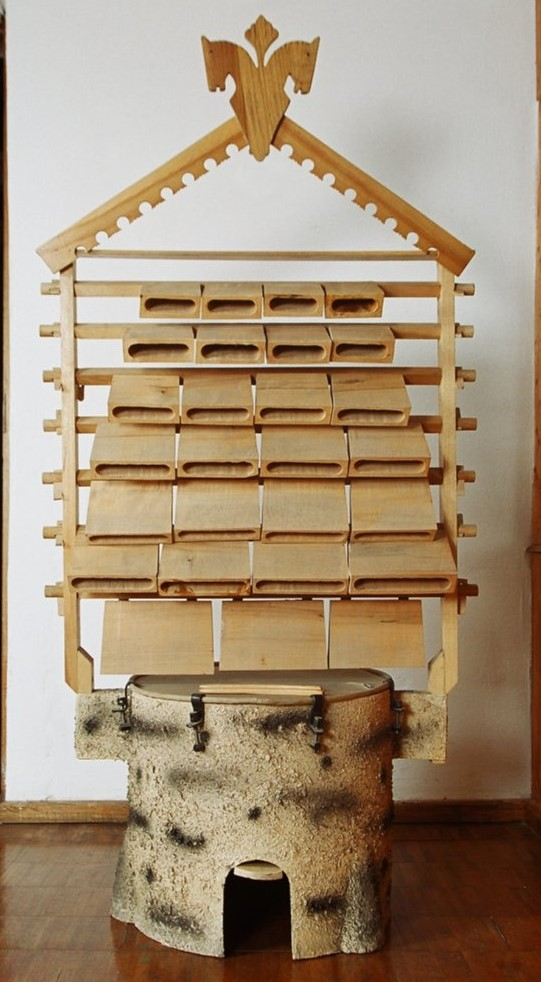
Skrabalai

A skrabalai litván népi ütőhangszer, amely faharangokból épül fel. Ezek különböző méretű,  trapéz-alakú fakolompok, amelyeket sorokban helyeznek el, és fa- vagy fémnyelvvel rendelkeznek. A hangszert faütőkkel szólaltatják meg, ha egy harangot megérintenek, a benne található nyelv hangot ad a doboz falán. A hang magassága a kolomp méretétől függ.
A skrabalait keményfából vájják ki, általában Tölgy- vagy kőrisfából. A kolompok nagysága a kicsiktől (7–12 cm × 5 cm × 6–7 cm) az egész nagyokig terjed. A kolomp fala 2 cm vastag.
A juhászok ősidők óta használják a skrabalait. Ilyen fakolompot kötöttek a jószágok nyakába, és az általa kibocsátott hangok alapján könnyebb volt megtalálni az elkóborolt állatot az erdőben.